# Al Lawrence
Pour l’article ayant un titre homophone, voir Lawrence.
Ne doit pas être confondu avec Allan Lawrence.
Albert « Al » Lawrence (né le 26 avril 1961) est un athlète jamaïcain spécialiste du 100 mètres. Il mesure 1,75 m pour 76 kg.

## Carrière

### Palmarès
| Date | Compétition           | Lieu        | Résultat | Performance |
| ---- | --------------------- | ----------- | -------- | ----------- |
| 1984 | Jeux olympiques d'été | Los Angeles | 2e       | 38 s 62     |

### Records
| Épreuve    | Performance | Lieu | Date |
| ---------- | ----------- | ---- | ---- |
| 100 mètres | 10 s 34     |      | 1981 |